# Souk Jedid
Pour la délégation, voir Souk Jedid (délégation).
Souk Jedid est une ville de Tunisie située dans le gouvernorat de Sidi Bouzid.